# Footangel
Footangel är namnet på en finsk-svensk utdöd adelsätt från Tövsala socken i Finland, vilken introducerades på Riddarhuset 1634.
Vapen: Två över en fotanglar i silver på röd sköld

## Historia
Enligt äldre källor såsom Gabriel Anreps ättartavlor räknade ätten Footangel (liksom ätterna Stålarm och Tavast) sitt ursprung från den finske stormannen Niclis, på 1300-talet. Av dennes tre söner blev Fader Niclisson stamfader för de båda ätterna Stålarm, Olof Niclisson för ätten Tavast och Sone Niclisson för ätten Footangel (åtminstone beträffande släkten Tavast har dessa uppgiftere dock avfärdats av modernare genealogisk forskning). Ätten har också uppgetts härstamma från riksrådet och lagmannen i norra Finland Sune Sunason (Ille).
Erik Arvidsson, ägare av Kahiluoto säteri i Tövsala, vars adelskap sattes i tvivelsmål 1633, uppvisade under riksdagen 1634  ett frälsebrev vilket hade utfärdats av kung Erik av Pommern år 1407 för ägare av Kahiluoto, sannolikt utfärdat för ovan nämnde Sune Sunesson vilken då skall ha ägt gården.
Med Tyris Haraldsson till Germundö, en före detta kungsgård på Åland, utslocknade ätten 1744 på svärdssidan, och med hans dotters Ebbas (gift med Magnus Gagge (släkten Gagge)) död 1749 utdog ätten fullständigt. Samtliga dessa tre vilar i familjegrav i Saltviks kyrka på Åland.